# Аюсай
Аюсай — река в Казахстане, левый приток Большой Алматинки. Длина реки — 7 километров. Верховье реки расположено в Карасайском районе Алматинской области, а низовье в черте города Алматы. Ущелье реки является частью территории Иле-Алатауского национального парка.
На реке расположены несколько водопадов, их общее число — более пяти. Один из них — третий — имеет высоту около 6 метров. Высота среднего водопада — около 3 метров. Верхний водопад — самый высокий, высотой около 10 метров. Верхний водопад открыт для посещения только в летний период.
В переводе с казахского название Аюсай означает «Медвежий лог». В ущелье отмечено обитание тяньшанского бурого медведя, а в 1970—1990 годы и снежного барса.
Река протекает в узком, глубоком и труднопроходимом ущелью. В качестве ориентира туристы используют скульптурную группу «Три медведя». В 500 метрах от скульптурной группы на запад находится водопад с высотой падения воды 5 метров.